# Finley (Australia)
Finley – miasto w Australii, w stanie Nowa Południowa Walia.